# Grand Prix automobile d'Alexandrie 1934
Le Grand Prix automobile d'Alexandrie 1934 est un Grand Prix qui s'est tenu sur le circuit Pietro Bordino le 22 avril 1934.

## Première manche

### Grille de départ
| 1re ligne | Pos. 1           |                       | Pos. 2               |                      | Pos. 3              |
|           | Delpino Maserati |                       | Chiron Alfa Romeo    |                      | Tadini Alfa Romeo   |
| 2e ligne  |                  | Pos. 4                |                      | Pos. 5               |                     |
|           |                  | Comotti Alfa Romeo    |                      | Biondetti Maserati   |                     |
| 3e ligne  | Pos. 6           |                       | Pos. 7               |                      | Pos. 8              |
|           | Ferrari Maserati |                       | Soffietti Alfa Romeo |                      | Pedrazzini Maserati |
| 4e ligne  |                  | Pos. 9                |                      | Pos. 10              |                     |
|           |                  | « Camandona » Bugatti |                      | « Delfino » Maserati |                     |
| 5e ligne  | Pos. 11          |                       | Pos. 12              |                      | Pos. 13             |
|           | Alloatti Bugatti |                       | Nuvolari Maserati    |                      | Pietsch Alfa Romeo  |
| 6e ligne  |                  | Pos. 14               |                      |                      |                     |
|           |                  | Rovere Alfa Romeo     |                      |                      |                     |

### Classement de la course
| Pos. | no | Pilote             | Écurie                      | Châssis            | Tours | Temps/Abandon              | Grille |
| ---- | -- | ------------------ | --------------------------- | ------------------ | ----- | -------------------------- | ------ |
| 1    | 10 | Louis Chiron       | Scuderia Ferrari            | Alfa Romeo Tipo B  | 8     | 28 min 11 s 8 (136,3 km/h) | 2      |
| 2    | 14 | Mario Tadini       | Scuderia Ferrari            | Alfa Romeo Tipo B  | 8     | + 34 s 2                   | 3      |
| 3    | 50 | Tazio Nuvolari     | Privé                       | Maserati 8CM       | 8     | + 1 min 11 s 2             | 12     |
| 4    | 18 | Gianfranco Comotti | Scuderia Ferrari            | Alfa Romeo Tipo B  | 8     | + 1 min 44 s 0             | 4      |
| 5    | 30 | Luigi Soffietti    | Scuderia Siena              | Alfa Romeo 8C 2600 | 8     | + 3 min 14 s 4             | 7      |
| 6    | 22 | Clemente Biondetti | Gruppo Genovese San Giorgio | Maserati           | 8     | + 4 min 22 s 2             | 5      |
| 7    | 62 | Gino Rovere (en)   | Privé                       | Alfa Romeo 8C 2600 | 8     | + 5 min 13 s 2             | 14     |
| 8    | 6  | Lorenzo Delpino    | Scuderia Balestrero         | Maserati 4CM       | 8     | + 6 min 10 s 0             | 1      |
| 9    | 42 | « Delfino »        | Scuderia Beccaria           | Bugatti T51        | 8     | + 6 min 31 s 0             | 10     |
| 10   | 38 | « Camandona »      | Privé                       | Bugatti T35        | 8     | + 8 min 38 s 6             | 9      |
| Abd. | 58 | Paul Pietsch       | Privé                       | Alfa Romeo 8C 2600 | 4     |                            | 13     |
| Abd. | 46 | Giovanni Alloatti  | Privé                       | Alfa Romeo 8C 2300 | 0     |                            | 11     |
| Abd. | 34 | Carlo Pedrazzini   | Scuderia Siena              | Maserati 8CM       | 0     | Accident mortel            | 8      |
| Abd. | 26 | Gerolamo Ferrari   | Privé                       | Maserati 26        | 0     | Accident, feu              | 6      |
| Np.  | 2  | Ulrich Maag        | Privé                       | Alfa Romeo 8C 2300 |       | Accident aux essais        |        |
| Np.  | 66 | Raffaele Cecchini  | Privé                       | MG                 |       | Non partant                |        |

- Légende: Abd.=Abandon - Np.=Non partant.

## Deuxième manche

### Grille de départ
| 1re ligne | Pos. 1               |                        | Pos. 2              |                  | Pos. 3             |
|           | Valpreda Maserati    |                        | Varzi Alfa Romeo    |                  | Trossi Alfa Romeo  |
| 2e ligne  |                      | Pos. 4                 |                     | Pos. 5           |                    |
|           |                      | Balestrero Alfa Romeo  |                     | Corsi Maserati   |                    |
| 3e ligne  | Pos. 6               |                        | Pos. 7              |                  | Pos. 8             |
|           | Cesareto Maserati    |                        | Minozzi Alfa Romeo  |                  | Scarnera Bugatti   |
| 4e ligne  |                      | Pos. 9                 |                     | Pos. 10          |                    |
|           |                      | Malaguti Maserati      |                     | Pages Alfa Romeo |                    |
| 5e ligne  | Pos. 11              |                        | Pos. 12             |                  | Pos. 13            |
|           | Battaglia Alfa Romeo |                        | Giussani Alfa Romeo |                  | Bonetto Alfa Romeo |
| 6e ligne  |                      | Pos. 14                |                     | Pos. 15          |                    |
|           |                      | Penn-Hughes Alfa Romeo |                     | Delmot Bugatti   |                    |
| 7e ligne  | Pos. 16              |                        |                     |                  |                    |
|           | Beccaria Bugatti     |                        |                     |                  |                    |

### Classement de la course
| Pos. | no | Pilote              | Écurie              | Châssis            | Tours | Temps/Abandon              | Grille |
| ---- | -- | ------------------- | ------------------- | ------------------ | ----- | -------------------------- | ------ |
| 1    | 12 | Achille Varzi       | Scuderia Ferrari    | Alfa Romeo Tipo B  | 8     | 28 min 43 s 8 (133,7 km/h) | 2      |
| 2    | 16 | Carlo Felice Trossi | Scuderia Ferrari    | Alfa Romeo Tipo B  | 8     | + 15 s 8                   | 3      |
| 3    | 64 | Clifton Penn-Hughes | Privé               | Alfa Romeo 8C 2600 | 8     | + 1 min 13 s 8             | 14     |
| 4    | 32 | Giovanni Minozzi    | Scuderia Siena      | Alfa Romeo 8C 2300 | 8     | + 1 min 14 s 6             | 7      |
| 5    | 8  | Federico Valpreda   | Scuderia Balestrero | Maserati 8CM       | 8     | + 1 min 32 s 2             | 1      |
| 6    | 52 | Luigi Pages         | Privé               | Alfa Romeo 8C 2300 | 8     | + 3 min 22 s 0             | 10     |
| 7    | 24 | Secondo Corsi       | Privé               | Maserati 8CM       | 8     | + 3 min 32 s 2             | 5      |
| 8    | 28 | Umberto Cesareto    | Privé               | Maserati 26        | 8     | + 4 min 48 s 3             | 6      |
| Abd. | 56 | Giovanni Battaglia  | Privé               | Alfa Romeo 8C 2600 |       |                            | 11     |
| Abd. | 70 | Luigi Beccaria      | Scuderia Beccaria   | Bugatti T51        |       |                            | 16     |
| Abd. | 68 | Louis Delmot        | Scuderia Beccaria   | Bugatti T51        |       |                            | 15     |
| Abd. | 54 | Emilio Giussani     | Scuderia Beccaria   | Alfa Romeo 8C 2300 |       |                            | 12     |
| Abd. | 44 | G. Scarnera         | Privé               | Bugatti T35C       |       |                            | 8      |
| Abd. | 60 | Felice Bonetto      | Privé               | Alfa Romeo 8C 2600 |       |                            | 13     |
| Abd. | 20 | Renato Balestrero   | Scuderia Balestrero | Alfa Romeo 8C 2300 |       |                            | 13     |
| Abd. | 48 | Romano Malaguti     | Privé               | Maserati 26        |       |                            | 9      |
| Np.  | 4  | Hans Rüesch         | Privé               | Maserati 8CM       |       | Accident aux essais        |        |
| Np.  | 16 | M. Perati           | Privé               | Alfa Romeo         |       | Non partant                |        |
| Np.  | 40 | Giuseppe Farina     | Scuderia Subalpina  | Alfa Romeo         |       | Non partant                |        |

- Légende: Abd.=Abandon - Np.=Non partant.

## Dernière manche

### Grille de départ
| 1re ligne | Pos. 1             |                      | Pos. 2            |                    | Pos. 3                 |
|           | Valpreda Maserati  |                      | Tadini Alfa Romeo |                    | Penn-Hughes Alfa Romeo |
| 2e ligne  |                    | Pos. 4               |                   | Pos. 5             |                        |
|           |                    | Varzi Alfa Romeo     |                   | Nuvolari Maserati  |                        |
| 3e ligne  | Pos. 6             |                      | Pos. 7            |                    | Pos. 8                 |
|           | Comotti Alfa Romeo |                      | Chiron Alfa Romeo |                    | Trossi Alfa Romeo      |
| 4e ligne  |                    | Pos. 9               |                   | Pos. 10            |                        |
|           |                    | Soffietti Alfa Romeo |                   | Minozzi Alfa Romeo |                        |

### Classement de la course
| Pos. | no | Pilote              | Écurie              | Châssis            | Tours | Temps/Abandon              | Grille |
| ---- | -- | ------------------- | ------------------- | ------------------ | ----- | -------------------------- | ------ |
| 1    | 12 | Achille Varzi       | Scuderia Ferrari    | Alfa Romeo Tipo B  | 15    | 52 min 36 s 0 (136,9 km/h) | 4      |
| 2    | 10 | Louis Chiron        | Scuderia Ferrari    | Alfa Romeo Tipo B  | 15    | + 1 s 2                    | 7      |
| 3    | 14 | Mario Tadini        | Scuderia Ferrari    | Alfa Romeo Tipo B  | 15    | + 2 min 1 s 0              | 2      |
| 4    | 18 | Gianfranco Comotti  | Scuderia Ferrari    | Alfa Romeo Tipo B  | 15    | + 2 min 26 s 0             | 6      |
| 5    | 64 | Clifton Penn-Hughes | Privé               | Alfa Romeo 8C 2600 | 15    | + 3 min 19 s 6             | 3      |
| 6    | 30 | Luigi Soffietti     | Scuderia Siena      | Alfa Romeo 8C 2600 | 15    | + 6 min 27 s 0             | 9      |
| 7    | 8  | Federico Valpreda   | Scuderia Balestrero | Maserati 8CM       | 15    | + 7 min 57 s 0             | 1      |
| Abd. | 16 | Carlo Felice Trossi | Scuderia Ferrari    | Alfa Romeo Tipo B  | 12    | Accident                   | 8      |
| Abd. | 50 | Tazio Nuvolari      | Privé               | Maserati 8CM       | 1     | Accident                   | 5      |
| Abd. | 32 | Giovanni Minozzi    | Scuderia Siena      | Alfa Romeo 8C 2300 | 0     | Accident                   | 10     |

- Légende: Abd.=Abandon - Np.=Non partant.

## Pole position et record du tour
- Pole position :  Federico Valpreda (Maserati) attribué par ballotage.
- Meilleur tour en course :  Achille Varzi (Alfa Romeo) en 3 min 18 s 8 (144,9 km/h).